# Hemistola
Hemistola là một chi bướm đêm thuộc họ Geometridae.

## Các loài
Bao gồm các loài:
- Hemistola chrysoprasaria – Esper, 1794

## Hình ảnh

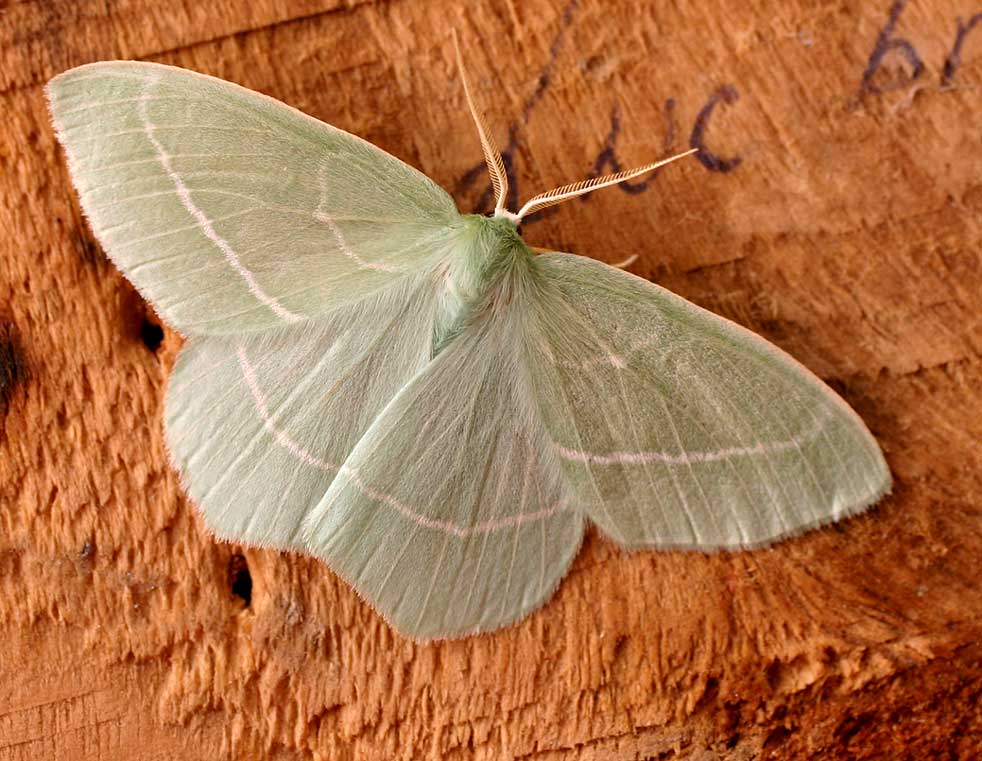
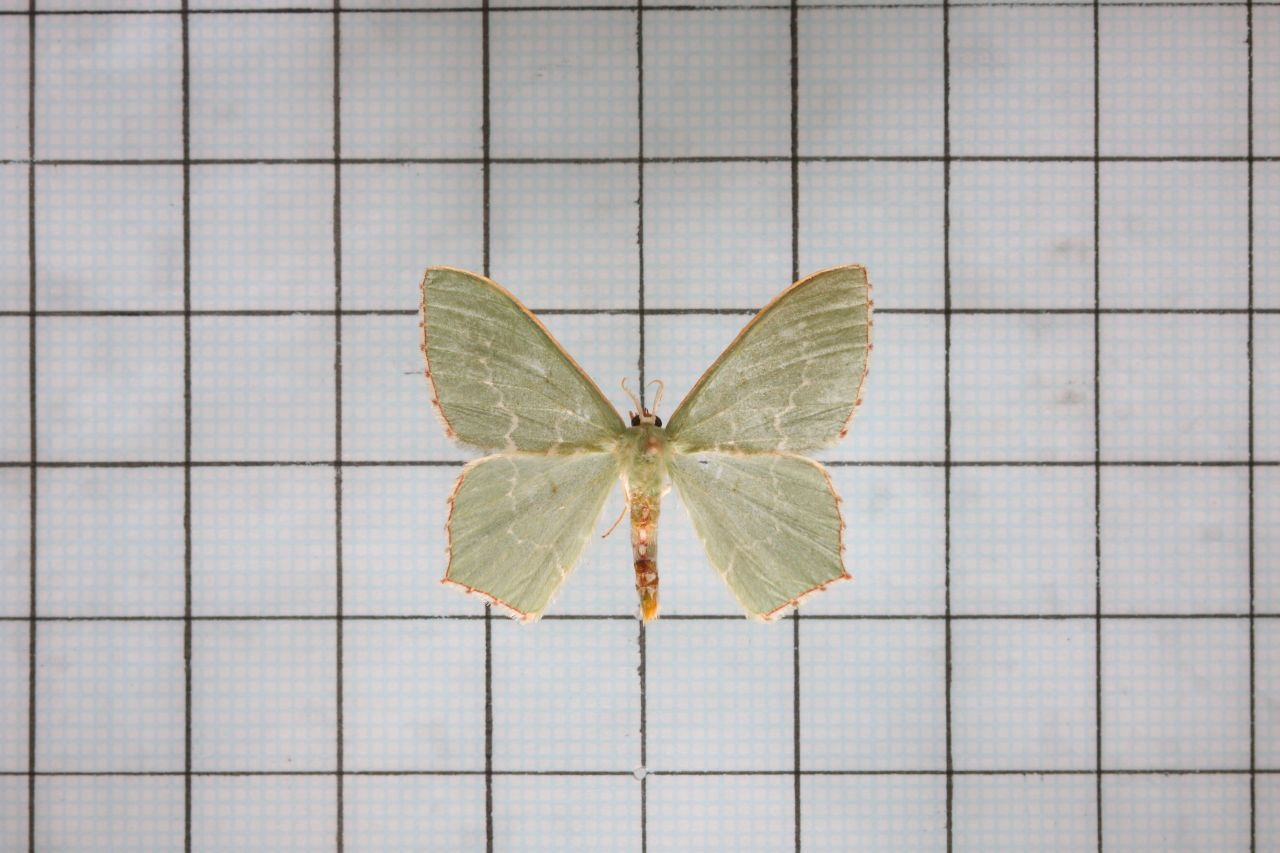